# 상명아트홀
상명아트홀은 대학로(서울특별시 종로구 동숭동 1-38)에 위치한 상명대학교 동승동 캠퍼스 예술디자인센터의 부속시설로서 연극, 뮤지컬과 같은 문화공연이 이루어지는 곳이다. 1관은 176석 2관은 94석이다.  참고로 상명대학교 서울캠퍼스에 위치한 상명아트센터는 이와는 다른 별개의 건물이다. 상명대학교 동승동 캠퍼스 예술디자인센터에는 '상명아트홀' 이외에도 부속 갤러리와 상명대학교 문화예술대학원 시설도 존재하고 있다.